# Démagogie

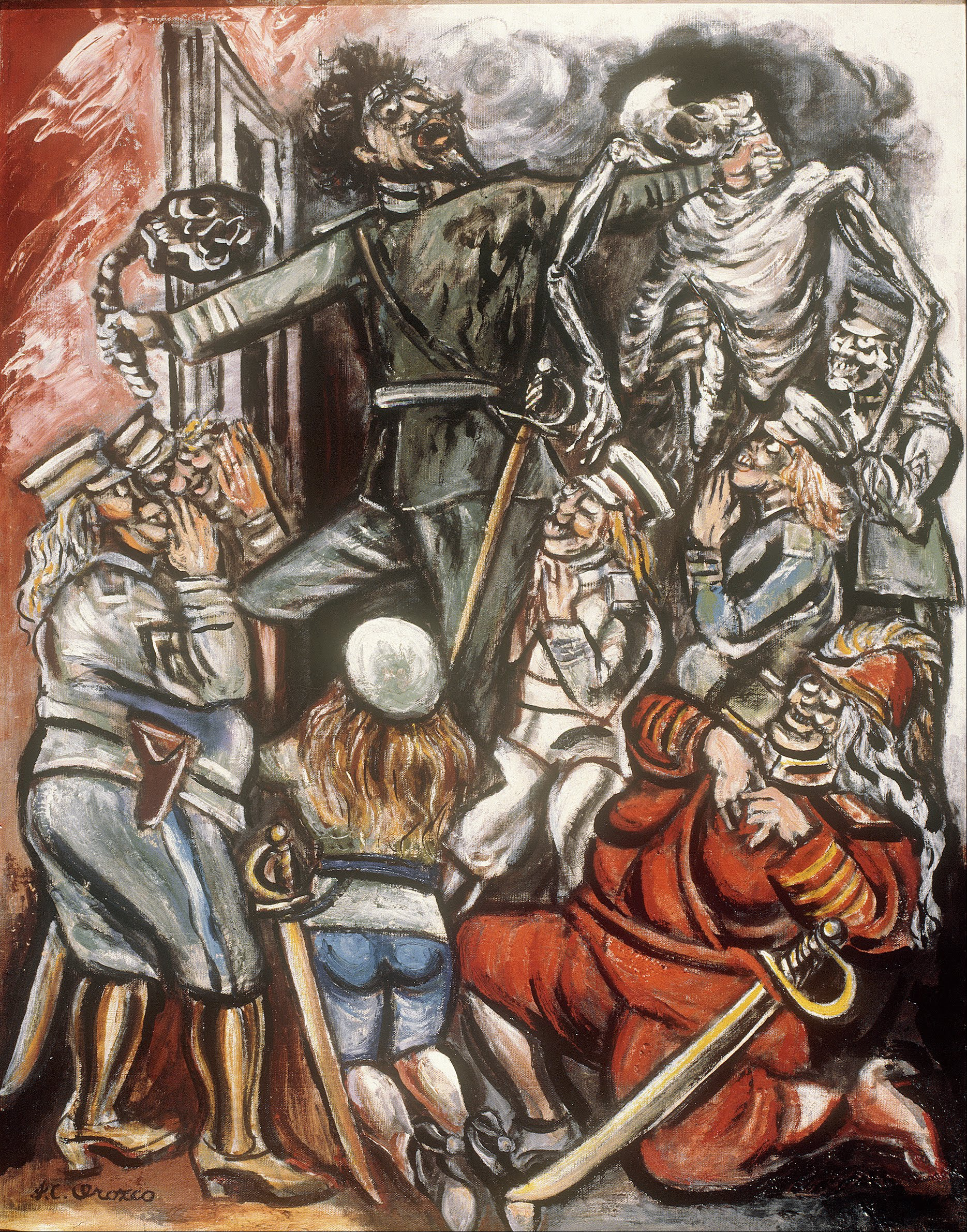
Le démagogue, tableau de José Clemente Orozco peint en 1946

La démagogie (du grec ancien demos, « le peuple », et ago « conduire ») est une notion politique et rhétorique désignant une autorité morale exercée par une ou plusieurs personnes sur les détenteurs réels ou supposés du pouvoir, le plus souvent en utilisant un discours flatteur à même d'attiser les passions. Si, par extension, la notion a également pu désigner des États où les propres dirigeants politiques usent de ce type de procédé, il convient pourtant de dissocier la démagogie de l'ochlocratie : seule cette dernière peut être assimilée à une forme de gouvernement, en tant que dérive de la démocratie.
Le discours du démagogue sort du champ du rationnel pour s'adresser aux pulsions, aux frustrations du peuple, à ses craintes. En outre, il recourt à la satisfaction immédiate (formellement) des attentes, ou des souhaits les plus flagrants du public ciblé, sans recherche de l'intérêt général mais dans le but de s'attirer personnellement la sympathie, et de gagner des soutiens.
L'argumentation démagogique doit être simple, voire simpliste, afin de pouvoir être comprise et reprise par le public auquel elle est adressée. Elle fait fréquemment appel à la facilité voire à la paresse intellectuelle en proposant des analyses et des solutions qui semblent évidentes, sans une dose (nécessaire, et suffisante) d'imagination.
Au XXIe siècle, le terme « démagogie » est perçu avec une connotation péjorative, alors que l’étymologie du mot grec traduit plutôt le terme comme « celui qui éduque, qui conduit le peuple ».
Le philosophe Aristote considérait que la démocratie, pour autant que s'y exerçait l'influence des démagogues, était la déviation de ce qu'il appelait le « gouvernement constitutionnel ». Celui qui manipule les masses ou certains groupes, en effet, est en mesure d'user du pouvoir en vue de son propre intérêt, au lieu de viser le bien commun. Or, c'est là la marque des constitutions « déviées », par opposition aux constitutions « droites ».
Souvent confondue avec le terme « populisme », qui désigne également une posture surplombante sans état d'âme, la démagogie se différencie de celui-ci dans la mesure où elle renvoie à l'idée de dire au peuple ce qu'il veut entendre, alors que le populisme renvoie à l'idée de faire ce que l'opinion publique souhaite en critiquant les élites, au lieu d'établir une force de proposition conséquente.
Démagogue : qui tente de conduire le peuple, qui le manipule par des promesses, voire par des prédictions à caractère prophétique, élimées (autant que possible ; afin de faciliter un certain prosélytisme).